# Balloch
Balloch (in gaelico scozzese: Am Bealach) è una località della Scozia, situata nell'area di consiglio di Dunbartonshire Occidentale.

## Monumenti e luoghi d'interesse

### Architetture civili
- Castello di Balloch (XIX secolo)[1][2][3][4]